# 수상치환
수상치환(水上置換)은 물 속에서 기체들을 포집하는 방법이다. 주로 물에 녹기 어려운 기체의 포집에 사용된다. 그러나, 조금 수용성이 있더라도, 기체의 독성이나 인화성이 높은 경우 이 방법을 사용할 수도 있다.